# 穆尼姆·沙赫里亚尔
穆尼姆·沙赫里亚尔（1998年5月22日—），是孟加拉板球运动员，2017年4月29日在2016-17年达卡英超联赛板球联赛中为加兹集团板球运动员首次A登场而做。